# Tiene sabor
«Tiene sabor» es una canción interpretada por la cantante chilena Denise Rosenthal, se estrenó como el cuarto sencillo de su próximo álbum de estudio el 20 de febrero de 2020 por Universal Music Chile. Escrita por la intérprete junto a Álvaro Rodríguez y Troy Scott. 

## Antecedentes y lanzamiento
Tras el lanzamiento de «Ni un fruto» el 28 de noviembre del mismo año de 2019, Denise siguió la promoción de su próximo material de estudio con este tema. El 16 de febrero de 2020, a través de sus redes sociales anunció que su nuevo sencillo se lanzaría el 20 del mismo mes.

## Composición
El tema compuesto por Denise junto a Álvaro Rodríguez y Troy Scott, trata sobre derivar los estereotipos de belleza y la autoaceptación, «todos los meses alguien me embaraza, o alguien opina acerca de mi cuerpo», comentó sobre la inspiración de la pista. En una entrevista para el Diario La Tercera de Chile, la cantante explicó que la pista, «en un himno para seguir fortaleciendo el camino del autocuidado, amor propio, aceptación y autoconocimiento».

## Vídeo musical
El vídeo musical se estrenó el 20 de febrero de 2020. Grabado en Zapallar y Papudo, Chile, muestra a Denise junto a un grupo de baile, danzando bajo el ritmo de la música. Cargado de coreografías y presencia femenina, el trabajo audiovisual hace referencia a las letras empoderamiento femenino. Fue dirigido por Franco Bertozzi.

## Posicionamiento en listas
| Listas (2020)          | Mejor posición |
| ---------------------- | -------------- |
| Chile (Monitor Latino) | 13             |

## Premios y nominaciones
| Año  | Premio       | Categoría       | Resultado | ref.   |
| ---- | ------------ | --------------- | --------- | ------ |
| 2020 | Premios Musa | Canción del Año | Ganadora  | [ 15 ] |